# Count Owen
Count Owen (né Owen Emanuel en 1933 à Saint Mary en Jamaïque) est un chanteur et guitariste de mento et de calypso jamaïcain.
Il enregistre dès le début des années 1950 de nombreux disques pour les labels MRS de Stanley Motta et Kalypso de Ken Khouri, parmi lesquels Island In The Sun, Penny reel, Mandeville Road, Big Bamboo, Love In Sweet Jamaica, Shame And Scandal ou Kingston Town, souvent accompagné de Lord Gayle au banjo et de diverses formations comme The Five Stars, The Crafters ou The Calypsonians. Il enregistre également Soldering et The End pour Coxsone Dodd. Dans les années 1960, il adapte la calypso et le mento aux nouveaux rythmes ska et rocksteady.

## Discographie
- 1959 : Down Jamaica Way (Kalypso)
- 1960 : Mento Time (With Count Owen) (Kalypso)
- 1962 : Count Down With Count Owen (Kalypso)
- 1965 : Come On Let's Go Ska-Lipso (Kentone)
- 1967 : Rock Steady Calypso (Federal)